# Статник, Давид
Да́вид Ста́тник (в.-луж. Dawid Statnik, 15 июня 1983 года, деревня Ральбитц, около Баутцена, Германия) — лужицкий общественный деятель. Председатель лужицкого культурно-общественного общества «Домовина» с 2011 года.

## Биография
Родился 15 июня 1983 года в лужицкой деревне Ральбицы в окрестностях города Баутцен. С 2000 года по 2003 год работал в Лужицком национальном ансамбле. С 2005 года по 2009 год был членом арбитражного комитета «Домовины». С 2009 года по 2011 год был членом Федерального совета «Домовины». Был номинирован на пост председателя во время XV съезда «Домовины», которое состоялось в Уист. 26 марта 2011 года с результатом 90,1 % голосов был избран на должность председателя «Домовины». После двух лет председательства был вновь избран в 2013 году во время XVI съезда «Домовины» с результатом 138 голосов «за» и 8 голосов «против».
С 2013 года работает в Лужицком национальном ансамбле, участвует в работе лужицкого молодёжного клуба «Pawk» и Союзе лужицких художников.